# Киупано
Киупа̀но (на италиански: Chiuppano; на венециански: Ciupan, Чупан) е малко градче и община в Северна Италия, провинция Виченца, регион Венето. Разположено е на 230 m надморска височина. Населението на общината е 2598 души (към 2015 г.).